# Виру (культура)
Культура Виру́ существовала в долинах Чикама и Виру, а также в регионе Либертад на территории современного Перу. Центром культуры была «крепость Томабаль» на левом берегу реки Виру.
Существовала в доинкскую эпоху со 2 в. до н. э. по 3 в. н. э. В 1 в. до н. э. была вытеснена из долины Чикама под ударами культуры Мочика, а 200 лет спустя была полностью вытеснена из бассейна реки Виру.
Культуре виру принадлежат крупные глинобитные сооружения. Наиболее крупные и примечательные из них обнаружены в пос. Сан-Хуан, Напо, Сарраке и Томабаль. Именно виру начали первыми создавать портретные изображения, технологию которых затем заимствовали и усовершенствовали их противники из культуры Мочика.

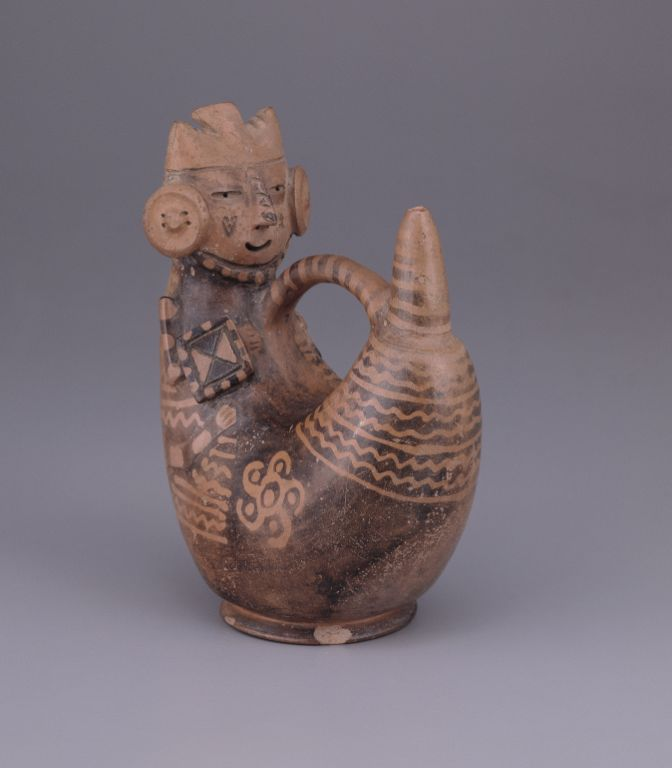
Керамика Виру. Музей Ларко

Как и в других культурах того времени, экономика была основана на сельском хозяйстве. В долинах Чикама, Моче и Рио-Виру осуществлялась ирригация с целью увеличения количества земель, пригодных для обработки. Основными сельскохозяйственнымии культурами были кукуруза, фасоль, калабас, юкка, хлопок, индейский перец, лукума и ряд других. Кроме того, занимались ловом рыбы, которую сушили и торговали ей с другими андскими народами.